# Klacktjärnen, Ångermanland
Klacktjärnen är en sjö i Örnsköldsviks kommun i Ångermanland och ingår i Gideälvens huvudavrinningsområde.